# Macomia (distrito)

localização do distrito de Macomia em Moçambique

Macomia é um distrito da província de Cabo Delgado, em Moçambique, com sede na vila de Macomia. Tem limite, a Norte com os distritos de Mocímboa da Praia e Muidumbe (este também a Noroeste), a Oeste e Sudoeste com o distrito de Meluco, a Sul com o distrito de Quissanga e a Leste com o Oceano Índico. 

## Demografia
Em 2007, o Censo indicou uma população de 79 825. Com uma área de 4049  km², a densidade populacional chegava aos 17,3 habitantes por km².
De acordo com o Censo de 1997, o distrito tinha 69 973 habitantes, daqui resultando uma densidade populacional de 19,71 habitantes por km².

## Divisão administrativa
O distrito está dividido em quatro postos administrativos (Chai, Macomia, Mucojo, e Quiterajo), compostos pelas seguintes localidades:
- Posto Administrativo de Chai:
  - Chai, e
  - Nkoe
- Posto Administrativo de Macomia:
  - Macomia
  - Nacate, e
  - Nguida
- Posto Administrativo de Mucojo:
  - Manica
  - Mucojo
  - Naunde, e
  - Pangane
- Posto Administrativo de Quiterajo:
  - Imala, e
  - Quiterajo

## História
Em 28 de Maio de 2020, três localidades do distrito foram atacadas pelos grupos armados que têm levado a cabo a insurreição na província: Chai, Litamanda e a vila de Macomia. Como resultado, deu-se a fuga da população para a mata e a destruição de infraestruturas públicas e privadas. Registaram-se também muitas vítimas mortais entre a população.